# Campamento (Colombia)
Campamento è un comune della Colombia facente parte del dipartimento di Antioquia.
Il centro abitato venne fondato nel 1827, mentre l'istituzione del comune è del 1835.